# World Series Baseball ’98
A World Series Baseball ’98 baseball-videójáték, melyet a BlueSky Software fejlesztett és a Sega jelentetett meg. A játék 1997-ben jelent meg Sega Genesis és Sega Saturn otthoni videójáték-konzolokra.
A játék Genesis-verziójának borítóján Chipper Jones Atlanta Braves-hármasvédő szerepel.

## Fogadtatás
| Szerző          | Értékelés  |
| --------------- | ---------- |
| EGM             | 8/10 (SAT) |
| Next Generation | (SAT)      |

A játék Saturn-verziója általánosságban kedvező kritikai fogadtatásban részesült.  A sorozat poligonalapú grafikára való váltása is általánosságban pozitív visszhangot keltett, legfőképpen azért, mivel a játék továbbra is olyan gyorsan fut mint az elődei, habár több kritikus is megemlítette, hogy az ütők rendkívül aránytalanok, hogy úgy néznek ki mint a „2×4 hüvelykes [50×100 milliméteres] gerendák”. Többen azt is megjegyezték, hogy nincs lehetőség a baseballjátékosok csapatok közötti cseréjére. Az ütő- és a dobójáték kvadránsrendszere kiemelkedő dicséretben részesült. Példának okáért a Next Generation szerkesztője megjegyezte, hogy az a mélyreható védekezési irányítással és a vezetőedzői stratégiákkal karöltve olyan műfaj-újraformáló játékká emelte a World Series Baseball ’98-at, mint a Doom és az NFL GameDay 97. A cikkíró összegzésként megjegyezte, hogy „Egyértelműen ez a baseballjátékok új mércéje, és a piacon egyetlen másik játék sincs, ami még csak a közelébe is érne. A Saturnnak ugyan lehet, hogy nincs sok mindene, de baseballja az van.”
Más kritikusok mérsékeltebben, azonban továbbra is pozitívan fogadták a játékot. A GamePro íróinak összefoglalója szerint a játék gyors, szórakoztató természete felülírja a grafikai és hangzásbeli problémáit, és kedvezően hasonlították azt a korszak Saturn-baseballjátékaihoz, így a Grand Slamhez is. Kraig Kujawa és Dean Hager szerint a játék gyengébb mint az MLB 98, ám ennek ellenére továbbra is nagyon jó, Hager azt is hozzátette, hogy „Minden kétség nélkül kijelenthetem, hogy ez a legjobb baseballjáték Saturnra.”

## Fordítás
- Ez a szócikk részben vagy egészben  a   World Series Baseball '98 című angol Wikipédia-szócikk ezen változatának fordításán alapul.  Az eredeti cikk szerkesztőit annak laptörténete sorolja fel. Ez a jelzés csupán a megfogalmazás eredetét és a szerzői jogokat jelzi, nem szolgál a cikkben szereplő információk forrásmegjelöléseként.